# Eutrichota sclerotacra
Eutrichota sclerotacra är en tvåvingeart som beskrevs av Fan 1984. Eutrichota sclerotacra ingår i släktet Eutrichota och familjen blomsterflugor. Inga underarter finns listade i Catalogue of Life.